# 内卡劳
内卡劳（Neggara）是德國萊茵－內卡曼海姆西南部的一個地區，它位於莱茵河河畔，它鄰近莱茵兰-普法尔茨路德维希港以及阿尔特里普。1212 年，腓特烈二世将内卡劳移交給沃尔姆斯采邑主教。

## 人物
- 威廉·冯特 (1832–1920)
- 乌韦·根斯海默 (* 1986)
- 柏斯高·哥斯 (* 1991)
- 哈坎·恰尔汗奥卢 (* 1994)

## 來源
1. ↑  Karl-Heinz Bausch-{R|, [Google Books Das Herstellen lokaler Identität in der Kommunikation]}-//Iwar Werlen, Verbale Kommunikation in der Stadt, Tübingen: Gunter Narr Verlag. 1994: pp. 56 （德文）